# Форначи (Перуђа)
Форначи (итал. Fornaci) је насеље у Италији у округу Перуђа, региону Умбрија.
Према процени из 2011. у насељу је живело 763 становника. Насеље се налази на надморској висини од 171 м.